# Ambassade de France aux Seychelles
L'ambassade de France aux Seychelles est la représentation diplomatique de la République française auprès de la république des Seychelles. Elle est située à Victoria, la capitale du pays, et son ambassadrice est, depuis 2022, Olivia Berkeley-Christmann.

## Ambassade
L'ambassade est située à Victoria, sur l'île de Mahé, dans le secteur de Mont Fleuri, entre le Jardin botanique et l'hôpital. Elle accueille aussi une section consulaire. Le pays étant sujet à la piraterie maritime, surtout en dehors des îles granitiques, il existe un Conseiller spécialisée dans ces questions, œuvrant dans le cadre de l'opération européenne Atalante de lutte contre la piraterie, lancée en décembre 2008,.

## Ambassadeurs de France aux Seychelles
| De   | À    | Ambassadeur                |
| ---- | ---- | -------------------------- |
| 1976 | 1978 | René de Choiseul-Praslin,  |
| 1978 | 1981 | Francis Doré               |
| 1981 | 1985 | Georges Vinson             |
| 1985 | 1987 | Robert Marsan              |
| 1987 | 1989 | Renaud Vignal              |
| 1989 | 1993 | Jean-Claude Brochenin      |
| 1993 | 1995 | Roger Bourdil              |
| 1995 | 1996 | Pierre Viaux               |
| 1996 | 2001 | Marcel Surbiguet           |
| 2001 | 2002 | Josiane Couratier          |
| 2002 | 2005 | Claude Fay                 |
| 2005 | 2009 | Michel Tretout             |
| 2009 | 2012 | Philippe Delacroix         |
| 2012 | 2015 | Geneviève Iancu,           |
| 2015 | 2019 | Lionel Majesté-Larrouy     |
| 2019 | 2022 | Dominique Mas              |
| 2022 | auj. | Olivia Berkeley-Christmann |

## Consulats

### Communauté française
Au 31 décembre 2016, 581 Français sont inscrits sur les registres consulaires aux Seychelles.
| 2001 | 2002 | 2003 | 2004 |
| ---- | ---- | ---- | ---- |
| 281  | 271  | 291  | 337  |

| 2005 | 2006 | 2007 | 2008 |
| ---- | ---- | ---- | ---- |
| 290  | 362  | 417  | 496  |

| 2009 | 2010 | 2011 | 2012 |
| ---- | ---- | ---- | ---- |
| 481  | 509  | 552  | 538  |

| 2013 | 2014 | 2015 | 2016 |
| ---- | ---- | ---- | ---- |
| 535  | 563  | 602  | 581  |

### Circonscriptions électorales
Depuis la loi du 22 juillet 2013 réformant la représentation des Français établis hors de France avec la mise en place de conseils consulaires au sein des missions diplomatiques, les ressortissants français d'une circonscription recouvrant Maurice et les Seychelles élisent pour six ans quatre conseillers consulaires. Ces derniers ont trois rôles : 
1. ils sont des élus de proximité pour les Français de l'étranger ;
2. ils appartiennent à l'une des quinze circonscriptions qui élisent en leur sein les membres de l'Assemblée des Français de l'étranger ;
3. ils intègrent le collège électoral qui élit les sénateurs représentant les Français établis hors de France.

Pour l'élection à l'Assemblée des Français de l'étranger, les Seychelles appartenaient jusqu'en 2014 à la circonscription électorale de Tananarive, comprenant aussi les Comores, Madagascar et Maurice, et désignant quatre sièges. Les Seychelles appartiennent désormais à la circonscription électorale « Afrique centrale, australe et orientale » dont le chef-lieu est Libreville et qui désigne cinq de ses 37 conseillers consulaires pour siéger parmi les 90 membres de l'Assemblée des Français de l'étranger.
Pour l'élection des députés des Français de l’étranger, les Seychelles dépendent de la 10e circonscription.